# Alain Demuth
Alain Demuth (Martigny, 3 giugno 1979) è un ex hockeista su ghiaccio svizzero che ha giocato nella Lega Nazionale A vestendo per tredici stagioni la maglia dell'HC Ambrì-Piotta.

## Carriera

### Club
Alain Demuth esordisce da professionista con l'HC Martigny in Lega Nazionale B nella stagione 1995-1996, mentre disputa l'anno successivo con il Lausanne HC.
Nel 1997 arriva l'esordio in LNA con l'HC Ambrì-Piotta, e fra il 1999 e il 2000 contribuisce alla conquista dei titoli internazionali dei leventinesi, ovvero due IIHF Continental Cup e una Supercoppa IIHF.
Dal 2002 passa all'EV Zug, formazione con cui milita per due campionati prima di ritornare nel 2004 all'HC Ambrì-Piotta, dove diviene una delle bandiere della squadra. Il 23 febbraio 2011 si infortunò contro l'EHC Biel, ponendo fine così alla sua stagione agonistica. Al termine della stagione 2011-2012 annunciò il ritiro dall'attività agonistica.

### Nazionale
Demuth venne convocato per la prima volta nella formazione Under-20 in occasione del Campionato mondiale di hockey su ghiaccio Under-20 1999, occasione in cui segnò due reti. Nel 2000 e nel 2001 disputò i campionati mondiali con la nazionale maggiore, mentre la sua ultima apparizione fu un incontro nel corso del mondiale del 2006.

## Statistiche
Statistiche aggiornate al 16 aprile 2012.

### Club
| Stagione  | Squadra           | Stagione regolare | Stagione regolare | Stagione regolare | Stagione regolare | Stagione regolare | Stagione regolare | Playoff | Playoff | Playoff | Playoff | Playoff |
| Stagione  | Squadra           | Lega              | P                 | G                 | A                 | Pt                | PIM               | P       | G       | A       | Pt      | PIM     |
| --------- | ----------------- | ----------------- | ----------------- | ----------------- | ----------------- | ----------------- | ----------------- | ------- | ------- | ------- | ------- | ------- |
| 1995-1996 | Martigny          | NLB               | 6                 | 0                 | 0                 | 0                 | 0                 | 3       | 0       | 0       | 0       | 0       |
| 1996-1997 | Lausanne          | NLB               | 33                | 0                 | 3                 | 3                 | 6                 | 4       | 0       | 0       | 0       | 0       |
| 1997-1998 | Ambrì-Piotta U-20 | Elite Jr A        | 4                 | 2                 | 0                 | 2                 | 6                 | -       | -       | -       | -       | -       |
|           | Ambrì-Piotta      | NLA               | 3                 | 0                 | 0                 | 0                 | 0                 | -       | -       | -       | -       | -       |
|           | Lausanne          | NLB               | 39                | 10                | 13                | 23                | 24                | 4       | 1       | 0       | 1       | 30      |
| 1998-1999 | Ambrì-Piotta U20  | Elite Jr A        | 2                 | 1                 | 3                 | 4                 | 0                 | -       | -       | -       | -       | -       |
|           | Ambrì-Piotta      | NLA               | 42                | 8                 | 4                 | 12                | 41                | 15      | 1       | 1       | 2       | 10      |
| 1999-2000 | Ambrì-Piotta      | NLA               | 45                | 5                 | 5                 | 10                | 24                | 9       | 1       | 2       | 3       | 16      |
| 2000-2001 | Ambrì-Piotta      | NLA               | 28                | 5                 | 7                 | 12                | 8                 | 5       | 0       | 2       | 2       | 8       |
| 2001-2002 | Ambrì-Piotta      | NLA               | 44                | 11                | 14                | 25                | 24                | 6       | 3       | 3       | 6       | 0       |
| 2002-2003 | Zug               | NLA               | 43                | 11                | 9                 | 20                | 12                |         |         |         |         |         |
| 2003-2004 | Zug               | NLA               | 46                | 10                | 10                | 20                | 30                | 5       | 0       | 1       | 1       | 2       |
| 2004-2005 | Ambrì-Piotta      | NLA               | 21                | 5                 | 4                 | 9                 | 20                |         |         |         |         |         |
| 2005-2006 | Ambrì-Piotta      | NLA               | 44                | 15                | 10                | 25                | 56                | 7       | 2       | 2       | 4       | 36      |
| 2006-2007 | Ambrì-Piotta      | NLA               | 44                | 11                | 13                | 24                | 20                | -       | -       | -       | -       | -       |
|           |                   | Playout           | 7                 | 1                 | 1                 | 2                 | 0                 | -       | -       | -       | -       | -       |
| 2007-2008 | Ambrì-Piotta      | NLA               | 45                | 9                 | 15                | 24                | 28                | -       | -       | -       | -       | -       |
|           |                   | Playout           | 11                | 2                 | 7                 | 9                 | 12                | -       | -       | -       | -       | -       |
| 2008-2009 | Ambrì-Piotta      | NLA               | 48                | 5                 | 8                 | 13                | 30                | -       | -       | -       | -       | -       |
|           |                   | Playout           | 12                | 2                 | 2                 | 4                 | 6                 | -       | -       | -       | -       | -       |
| 2009-2010 | Ambrì-Piotta      | NLA               | 46                | 3                 | 4                 | 7                 | 26                | -       | -       | -       | -       | -       |
|           |                   | Playout           | 6                 | 3                 | 0                 | 3                 | 2                 | -       | -       | -       | -       | -       |
| 2010-2011 | Ambrì-Piotta      | NLA               | 44                | 2                 | 5                 | 7                 | 10                |         |         |         |         |         |
| 2011-2012 | Ambrì-Piotta      | NLA               | 26                | 3                 | 1                 | 4                 | 29                |         |         |         |         |         |
|           |                   | Playout           | 3                 | 0                 | 0                 | 0                 | 0                 | -       | -       | -       | -       | -       |

### Nazionale
| Stagione  | Livello         | Risultati    | Risultati | Risultati | Risultati | Risultati | Risultati |
| Stagione  | Livello         | Competizione | P         | G         | A         | Pt        | PIM       |
| --------- | --------------- | ------------ | --------- | --------- | --------- | --------- | --------- |
| 1998-1999 | Switzerland U20 | WJC-20       | 6         | 2         | 0         | 2         | 6         |
| 1999-2000 | Switzerland     | WC           | 7         | 1         | 0         | 1         | 4         |
| 2000-2001 | Switzerland     | WC           | 6         | 1         | 0         | 1         | 0         |
| 2005-2006 | Switzerland     | WC           | 1         | 0         | 0         | 0         | 0         |

## Palmarès

### Club
- IIHF Continental Cup: 2

 Ambrì-Piotta: 1999, 2000
- Supercoppa IIHF: 1

 Ambrì-Piotta: 1999